# Soutien de famille

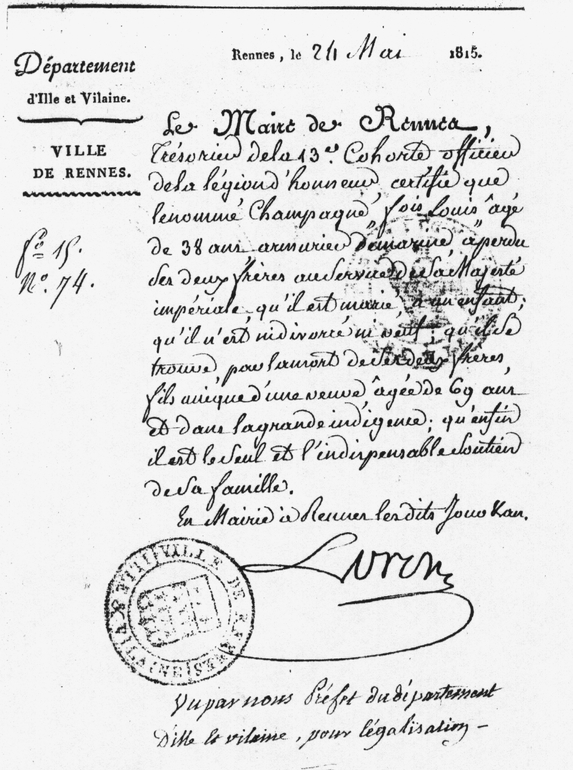
Attestation d'un maire en faveur d'un armurier de marine en vue de lui éviter la mobilisation en mai 1815.

Un soutien de famille est un membre d'une famille dont la présence ou l'activité est considérée comme indispensable à la vie ou intégrité de cette famille. Il s'agit habituellement de la personne apportant l'essentiel des revenus ou ressources matérielles, mais il peut s'agir aussi d'un rôle irremplaçable quant à un ou plusieurs autres membres mineurs ou affectés de quelques déficiences comme une personne ayant besoin d'une assistance permanente. Le soutien de famille peut être dispensé d'obligations, notamment militaire, afin de ne pas mettre le reste de la famille en difficulté pendant qu'il y satisfait.
La condition de soutien de famille peut être déterminée socialement et les critères peuvent être fixés par la législation.
En Algérie, la dispense est accordée aux soutiens de famille « d’ascendant ou de collatéral infirme ou en bas âge ».
En Belgique, la dispense pour soutien de famille n'était accordée que pour un homme en vie par famille, à condition que les parents ou aïeux soient âgés de plus de soixante ans.
En France, la dispense était étudiée par une commission régionale, la justice administrative étant saisie pour les décisions considérées comme irrégulières.